# Xenokrohnia sorbei
Xenokrohnia sorbei, monotipična vrsta dubokomorskog beskralježnjaka iz koljena četinočeljusti roda Xenokrohnia koju je 1993. opisao Casanova. Otkrivena je na dubini od 700 metara u Biskajskom zaljevu i klasificirana porodici Heterokrohniidae. Streličasta su oblika s tijelom koje kod odrasle životinje naraste do 8 milimetara, a sastoji se od glave, trupa i repa. 
Četinočeljusti imaju oči, ali ova vrsta ne.